# Viggo Kampmann
Otto Viggo Fischer Kampmann (21 de Julho de 1910 - 3 de Junho de 1976) foi um político da Dinamarca. Ocupou o cargo de primeiro-ministro da Dinamarca.